# (11085) Isala
(11085) Isala (1993 SS6) – planetoida z pasa głównego asteroid okrążająca Słońce w ciągu 3,73 lat w średniej odległości 2,4 j.a. Odkryta 17 września 1993 roku.